# Liste des épisodes d'Amazing Spider-Man : Fresh Start
Pour un article plus général, voir Liste des épisodes de Spider-Man.
La liste des épisodes d'Amazing Spider-Man : Fresh Start est une liste de comic books autour du personnage de Spider-Man.

## Fresh Start (#802 - #894)

### Back to Basics (#802 - #824)
| |                                   |              |                                    |                                    |
| 1 (802) | (Back to Basics Part One)         | Nick Spencer | Ryan Ottley                        | Juillet 2018                       |
| Peter est viré du Bugle après qu'une ancienne étudiante de Peter d'ESU révèle que sa thèse a été plagiée. Peter et MJ décident de se donner une chance. Mystério est convoqué au tribunal et défendu par la fille de Tombstone. Peter retourne à ESU et la directrice qui a annulé son doctorat l'incite à reprendre sa thèse. Il découvre que son professeur de physique est le Lézard.                                            |                                   |              |                                    |                                    |
| |                                   |              |                                    |                                    |
| 2 (803) | (Back to Basics Part Two)         | Nick Spencer | Ryan Ottley                        | Juillet 2018                       |
| Connors s'est installé un système neuro-électronique qui lui permet de passer de son corps à celui du Lézard sans jamais perdre conscience. Il propose à Peter de reprendre ses études avec lui. Taskmaster et la Fourmis arrivent et essaient d'enlever Connors, mais Spidey les en empêche. Alors qu'il les arrête, il voit dans la classe... Peter Parker.                                                                       |                                   |              |                                    |                                    |
| |                                   |              |                                    |                                    |
| 3 (804) | (Back to Basics Part Three)       | Nick Spencer | Ryan Ottley                        | Août 2018                          |
| Spidey et le nouveau Peter parlent et ils comprennent que ce dernier a été créé à partir du premier lorsque l'Araignée, au cours du combat dans la salle de classe de Connors, a appuyé sans le faire exprès sur un bouton d'une nouvelle machine du professeur. Spidey part se battre contre un Tri-Sentinel tandis que Connors lui explique que les souris qui ont été créées à partir d'un original ont perdu leurs capacités.   |                                   |              |                                    |                                    |
| |                                   |              |                                    |                                    |
| 4 (805) | (Back to Basics Part Four)        | Nick Spencer | Ryan Ottley                        | Août 2018                          |
| Peter s'inquiète : le dédoublement lui a fait perdre ses pouvoirs, et a fait perdre à Spider-Man son sens des responsabilités. Le faux Peter joue le rôle du vrai pendant que l'autre oublie de surveiller la ville ; Spidey a même oublié l'oncle Ben. Connors dit à Peter que plus le temps passe après un dédoublement, plus les dédoublés oublient leur identité.                                                               |                                   |              |                                    |                                    |
| |                                   |              |                                    |                                    |
| 5 (806) | (Back to Basics Part Five)        | Nick Spencer | Ryan Ottley                        | Septembre 2018                     |
| Peter réussit à faire en sorte que la machine de Connors soit volée par son colocataire, Boomerang, qui est secrètement un voleur professionnel. Il récupère la machine et l'utilise sur lui-même et sur Spider-Man. Ils fusionnent à nouveau. Mendel Stromm, qui a survécu en devenant mi-homme, mi-robot, est tué par un étrange personnage.                                                                                      |                                   |              |                                    |                                    |
| |                                   |              |                                    |                                    |
| 6 (807) | (A Trivial Pursuit Part One)      | Nick Spencer | Humberto Ramos                     | Septembre 2018                     |
| Peter est emmené par son colocataire dans un bar underground qui est fréquenté par les malfrats de la ville. Peter gagne un concours de culture générale sur Spider-Man. Il attire l'attention des criminels. |                                   |              |                                    |                                    |
| |                                   |              |                                    |                                    |
| 7 (808) | (A Trivial Pursuit Part Two)      | Nick Spencer | Humberto Ramos                     | Octobre 2018                       |
| Le Caïd met à prix la tête de Boomerang. Les clients du bar underground se retournent contre lui et l'attaquent, ainsi que Peter, qui ne peut pas se battre de peur de dévoiler sa véritable identité. Boomerang assure à Peter qu'il n'est plus un malfrat. L'étrange figure masquée qui a tué Mendel Stromm soumet le Caïd et prend officieusement le contrôle de New York.                                                       |                                   |              |                                    |                                    |
| |                                   |              |                                    |                                    |
| 8 (809) | (Heist Part One)                  | Nick Spencer | Humberto Ramos                     | Octobre 2018                       |
| MJ a perdu son travail dans l'entreprise de Tony Stark. Ce dernier appelle Spidey pour un problème urgent : la tour des Vengeurs a été cambriolée. L'équipement de Ghost Rider l'a aussi été. Une armée de voleurs, qui avait disparu il y a longtemps, est en train de se reconstituer et veut retrouver son honneur perdu. Spider-Man est attaqué par la Chatte noire.                                                            |                                   |              |                                    |                                    |
| |                                   |              |                                    |                                    |
| 9 (810) | (Heist Part Two)                  | Nick Spencer | Humberto Ramos et Michele Bandini  | Novembre 2018                      |
| La Chatte noire et Spidey s'expliquent. La Chatte lui pose la situation : le groupe de voleurs qui s'est reconstitué est la Guilde des Voleurs, fondée en 1831. Ils la traquent pour récupérer ce qu'ils ont volé, dont des armures d'Iron Man, des véhicules des Quatre fantastiques, et les lance-toiles de l'Araignée. Ils sont pris en embuscade dans le quartier général de la guilde.                                         |                                   |              |                                    |                                    |
| |                                   |              |                                    |                                    |
| 10 (811) | (Heist Part Three)                | Nick Spencer | Humberto Ramos et Michele Bandini  | Novembre 2018                      |
| Mary Jane se rend à des rencontres organisées anonymement par Jarvis pour que les proches de super-héros puissent se confier. Peter et la Chatte noire réussissent à alerter les Vengeurs, qui viennent récupérer leurs biens. Une fois l'affaire finie, la Chatte noire dit à Peter qu'elle a perdu ses souvenirs, et qu'elle ne sait plus qui il est. Peter retire son masque pour elle. La figure masquée les suit dans l'ombre. |                                   |              |                                    |                                    |
| |                                   |              |                                    |                                    |
| 11 (812) | (Lifetime Achievement Part One)   | Nick Spencer | Ryan Ottley                        | Décembre 2018                      |
| JJJ retourne sa veste et fait la promotion de Spider-Man à la radio, depuis qu'il sait que Spidey est en réalité Peter. Wilson Fisk invite Jameson à une fête en son honneur afin d'avoir Fisk dans sa poche. Jameson et Spidey sont attaqués dans la rue et jetés dans une sorte de prison. Le Scorpion arrive pour les tuer. |                                   |              |                                    |                                    |
| |                                   |              |                                    |                                    |
| 12 (813) | (Lifetime Achievement Part Two)   | Nick Spencer | Ryan Ottley                        | Décembre 2018                      |
| L'Araignée et Jameson se retrouvent bloqués dans une grande salle où le super-criminel Arcade projette des souvenirs de Jameson. Spidey doit se battre contre le Scorpion. Alors qu'il l'a défait, arrive le Big Man. |                                   |              |                                    |                                    |
| |                                   |              |                                    |                                    |
| 13 (814) | (Lifetime Achievement Part Three) | Nick Spencer | Ryan Ottley                        | Janvier 2019                       |
| Le Big Man retire son costume : il s'agit du fils de Frederick Foswell, qui a été tué en se sacrifiant pour JJJ (ASM #52). Il veut se venger de Spider-Man, mais JJJ lui apprend qu'il est la cause de la mort de son père. Foswell tire et la balle se loge dans l'épaule de Jameson. Spidey se débarrasse de la bombe installée par Foswell.                                                                                      |                                   |              |                                    |                                    |
| |                                   |              |                                    |                                    |
| 14 (815) | (Family Matters Part One)         | Nick Spencer | Chris Bachalo                      | Janvier 2019                       |
| Tante May a rendez-vous avec son conseiller financier, qui lui annonce que la fortune de Jay s'est considérablement réduite à la suite de la chute de Parker Industries. May invite à dîner un SDF qu'elle a croisé dans la rue, mais le restaurant est attaqué par Taskmaster et la Fourmis. Spider-Man arrive sur les lieux. |                                   |              |                                    |                                    |
| |                                   |              |                                    |                                    |
| 15 (816) | (Family Matters Part Two)         | Nick Spencer | Chris Bachalo                      | Février 2019                       |
| Taskmaster et la Fourmis capturent le Rhino. Spidey découvre que le SDF était Ned Leeds, l'ancien mari de Betty Brant, mort il y a plusieurs années. Peter souhaite alerter Betty, mais y renonce, car cela exigerait de lui expliquer l'affaire des clones du Chacal. |                                   |              |                                    |                                    |
| |                                   |              |                                    |                                    |
| 16 (817) |                                   |              |                                    | Février 2019                       |
| | (Hunted Prelude)                  | Nick Spencer | Ryan Ottley et Alberto Albuquerque | Ryan Ottley et Alberto Albuquerque |
| Kraven le Chasseur et son fils retournent à New York pour chasser l'Araignée. Arcade organise un spectacle avec les nouveaux Sinister Six et Kraven. Peter est malade mais reçoit un SMS de Connors, dont le fils Billy, qui a été transformé en Lézard, a disparu. Spidey reçoit un appel de la Chatte noire au sujet de l'enlèvement.                                                                                             |                                   |              |                                    |                                    |
| 16 (HU) | (Hunted)                          | Nick Spencer | Iban Coello                        | Mars 2019                          |
| La Chatte noir se bat contre les hommes de main d'Hammerhead en se rappelant sa relation avec l'Araignée. Hammerhead lui donne des indications sur l'endroit où se trouve Billy Connors, qui a été enlevé. Elle envoie un message à Spider-Man avant d'être mise K.O. par Taskmaster. |                                   |              |                                    |                                    |
| |                                   |              |                                    |                                    |
| 17 (818) | (Hunted Part One)                 | Nick Spencer | Humberto Ramos                     | Mars 2019                          |
| La Chatte noire rencontre Kraven et protège Billy Connors de lui. Spider-Man, qui est malade, est facilement battu par le fils de Kraven. Lorsqu'il se réveille, il est au milieu de Central Park, avec son costume noir, et doit affronter certains de ses anciens ennemis. |                                   |              |                                    |                                    |
| |                                   |              |                                    |                                    |
| 18 (819) | (Hunted Part Two)                 | Nick Spencer | Humberto Ramos                     | Mars 2019                          |
| Spidey essaie de s'enfuir de Central Park malgré les assauts répétés du Vautour et du Rhino. Arcade met son plan à exécution. Mary Jane s'endort dans son appartement en s'inquiétant pour Peter, sans savoir qu'un criminel au visage bandé est tapi dans l'ombre. |                                   |              |                                    |                                    |
| 18 (HU) | (Hunted)                          | Nick Spencer | Ken Lashley                        | Avril 2019                         |
| Tandis qu'il est pourchassé et qu'il est blessé, le Gibbon narre son histoire. Il finit par mourir dans les bras de Spider-Man. |                                   |              |                                    |                                    |
| |                                   |              |                                    |                                    |
| 19 (820) | (Hunted Part Three)               | Nick Spencer | Gerardo Sandoval                   | Avril 2019                         |
| Spidey s'allie avec ses anciens ennemis pour créer un soulèvement contre Arcade. |                                   |              |                                    |                                    |
| 19 (HU) | (Hunted)                          | Nick Spencer | Chris Bachalo                      | Avril 2019                         |
| Le Lézard narre sa vie dans les égouts, à chercher désespérément son fils Billy. |                                   |              |                                    |                                    |
| |                                   |              |                                    |                                    |
| 20 (821) | (Hunted Part Four)                | Nick Spencer | Humberto Ramos                     | Avril 2019                         |
| Les magnats auxquels Arcade avait vendu les lunettes de réalité virtuelle comprennent qu'ils ont été piégés, car ils meurent lorsque leur personnage virtuel perd la vie. Spider-Man se rend au château où Kraven dirige ses opérations pour se confronter à lui. |                                   |              |                                    |                                    |
| 20 (HU) | (Hunted)                          | Nick Spencer | Cory Smith                         | Mai 2019                           |
| Arcade se remémore des anciennes expérimentations sur des animaux. |                                   |              |                                    |                                    |
| |                                   |              |                                    |                                    |
| 21 (822) | (Hunted Part Five)                | Nick Spencer | Gerardo Sandoval                   | Mai 2019                           |
| Spider-Man se réveille dans le manoir de Kraven, avec un cadenas autour de son cou. Le docteur Connors, qui est également là, a une puce électronique dans le cou. Pour se sortir de là, Connors doit activer la puce, mais celle-ci lui brisera la colonne vertébrale. Un choix doit vite être fait car le fils de Kraven s'approche de la Chatte noire et de Billy pour les tuer.                                                 |                                   |              |                                    |                                    |
| |                                   |              |                                    |                                    |
| 22 (823) | (Hunted Part Six)                 | Nick Spencer | Humberto Ramos                     | Mai 2019                           |
| Spider-Man bat Kraven. Ce dernier comprend qu'il a commis une erreur : en voulant chasser la bête, il en est devenu une à son tour. Il enfile son costume de Spider-Man et se bat contre son propre fils, qui le tue. |                                   |              |                                    |                                    |
| |                                   |              |                                    |                                    |
| 23 (824) | (Hunted Epilogue)                 | Nick Spencer | Ryan Ottley                        | Juin 2019                          |
| Kraven est enterré. Le Vautour forme les Savage Six. Peter retrouve Mary Jane, qui est saine et sauve, contrairement à ce qu'il avait vu dans un cauchemar au manoir de Kraven. Le Chaméléon se rend sur la tombe de Kraven. |                                   |              |                                    |                                    |

### Kindred et la Guerre sinistre (#825 - #875)
| | | | | |
| 24 (825) | (One-on-One) | Nick Spencer | Ryan Ottley | Juin 2019 |
| Mysterio, qui est en détention à Ravencroft, se rend chez le psychiatre de l'asile. Le monstre au visage bandé qui était chez Mary Jane arrive et tue Mysterio. Peter, qui dort chez MJ, se réveille en sursaut lorsque le mystérieux inconnu prononce son nom : Kindred. | | | | |
| | | | | |
| 25 (826) | | | | Juillet 2019 |
| | (Opening Night) | Nick Spencer | Ryan Ottley | |
| Mary Jane invite Peter au cinéma, mais il arrive en retard car il se bat contre des robots géants. Carlie Cooper arrive au cinéma et prend la place de Peter. Les deux femmes rencontrent Melanie Daniels, une actrice célèbre qui joue dans le film qu'elles vont regarder, et qui est une vieille amie de MJ. La nouvelle Electro attaque Daniels pendant la représentation, mais MJ réussit à la vaincre. Peter décide de retourner à l'université. | | | | |
| | (Team-Up) | Zeb Wells | Todd Nauck | |
| Jameson se rend chez Peter pour lui parler d'un immeuble étrange, sans porte, qui se trouve en face de chez lui. En se rendant dans le bâtiment, Jonah et Spidey découvrent des extra-terrestres. Ils se rendent chez Docteur Strange pour lui demander de l'aide. | | | | |
| | (Robo Helpers) | Keaton Patti | Dan Hipp | |
| Cette histoire a été écrite par une intelligence artificielle après qu'elle a lu tous les numéros de ASM. | | | | |
| | | | | |
| 26 (827) | (Who Run the World?) | Nick Spencer | Kev Walker | Juillet 2019 |
| Peter est invité à une soirée par son colocataire, Boomerang. La police arrive pour l'arrêter, mais, voyant que Boomerang est avec Peter, repart. Fisk est en effet sous la domination de Kindred, qui a demandé que rien n'arrive à Peter. Pendant ce temps, la nouvelle Electro est recrutée par un groupe de criminelles qui se font appeler le Syndicat. May tente de remonter le FEAST avec Randy, mais les locaux sont attaqués. | | | | |
| | | | | |
| 27 (828) | (Who Run the World? Part Two) | Nick Spencer | Kev Walker | Août 2019 |
| Le Syndicat bat Spidey et Boomerang, et ramène ce dernier à leur quartier général. Peter découvre que la nouvelle petite-amie de Randy est le Scarabée. Le Caïd essaie d'arrêter Boomerang au QG du Syndicat, mais il s'échappe grâce à Spidey. | | | | |
| | | | | |
| 28 (829) | (Who Run the World? Part Three)                                                                                                   | Nick Spencer | Kev Walker | Août 2019 |
| Après une dissension interne, le Syndicat décide de se battre aux côtés de Spidey et Bommerang contre Wilson Fisk. Une avocate du nom de Janice Lincoln permet à May d'obtenir le permis de construction du nouveau FEAST très rapidement. | | | | |
| | | | | |
| 29 (830) | (Arrivals/Departure) | Nick Spencer | Francesco Manna | Septembre 2019 |
| Mary Jane s'apprête à partir à Los Angeles pour apparaître dans un film. Peter aide May à repeindre un mur à FEAST lorsque sa sœur, Teresa, arrive. Ils partent ensemble en mission pour délivrer un agent du SHIELD qui a été enlevé et torturé par le Caméléon. Peter arrive à l'aéroport alors que l'avion de MJ décolle, et ne peut donc pas la demander en mariage. | | | | |
| | | | | |
| 30 (831) | (Absolute Carnage Part One) | Nick Spencer | Ryan Ottley | Septembre 2019 |
| Kindred se rend à Ravencroft et libère Norman Osborn, qui porte le symbiote de Carnage. Spider-Man met à l'abri Normie Osborn et le fils d'Eddie Brock. Pendant le combat, Peter se rappelle une fête qu'il avait organisée pour Flash avec Gwen lorsqu'ils étaient à la fac. Carnage bat Spider-Man. | | | | |
| | | | | |
| 31 (832) | (Absolute Carnage Part Two) | Nick Spencer | Ryan Ottley | Octobre 2019 |
| Dans les pommes, Peter se rappelle le jour où Gwen Stacy est morte. Il trouve la force pour se relever avant que Carnage ne tue les enfants. | | | | |
| | | | | |
| 32 (833) | (Running Late) | Nick Spencer | Patrick Gleason | Octobre 2019 |
| Miguel O'Hara, dans son costume de Spider-Man de 2099, est tombé du ciel. Lorsqu'il ouvre les yeux, il est sur une table d'opération. A New York, Peter fait sa rentrée des classes et commence un travail de groupe à la bibliothèque d'ESU lorsque l'alarme incendie retentit. Il part en mission avec Teresa pour arrêter le Caméléon. | | | | |
| | | | | |
| 33 (834) | (Point Blank) | Nick Spencer | Patrick Gleason | Novembre 2019 |
| Spidey et Teresa tombent sur Silver Sable. Le lendemain, Peter arrive en retard à un exposé en classe. Il est interrompu par des manifestations contre la venue du Docteur Doom à New York. | | | | |
| | | | | |
| 34 (835) | (Target: Doom) | Nick Spencer | Patrick Gleason | Novembre 2019 |
| Le Caméléon ordonne à un sniper de tirer sur Doom, qui tombe à terre. Il ne s'agit en réalité que d'un robot. Arrive Miguel O'Hara. | | | | |
| | | | | |
| 35 (836) | (Doom's Day) | Nick Spencer | Oscar Bazaldua | Décembre 2019 |
| Spidey et Teresa traquent le Caméléon. Teresa lui tire dessus sur l'épaule afin de le mettre hors d'état de nuire. Doom prend le contrôle de la ville. Peter entre en contact avec l'intelligence artificielle de Miguel O'Hara, Lyla, qui lui donne des explications sur la situation. | | | | |
| | | | | |
| 36 (837) | (Time after Time) | Nick Spencer | Oscar Bazaldua | Décembre 2019 |
| Lyla permet à Spidey de voir tous les scénarios possibles où il se bat contre Doom. Il perd dans chacun d'entre eux. Il décide de partir l'affronter et réussir à le convaincre de ne pas détruire la ville. Teresa emprisonne le Caméléon dans une cellule du SHIELD. | | | | |
| | | | | |
| 37 (838) | (Time, for a Change) | Nick Spencer | Ryan Ottley | Janvier 2020 |
| Si JJJ a repris du service à la radio, il est irrité car, perdant de l'audience, il est considéré comme ringard par les autres animateurs. Son ancienne journaliste Norah Winters l'invite à déjeuner, et lui propose de rejoindre un projet qu'elle tient secret. Kindred, dans un cimetière, ressuscite Sin-Eater. | | | | |
| | | | | |
| 38 (839) | (Breaking News Part One) | Nick Spencer | Iban Coello | Janvier 2020 |
| Winters montre à JJJ l'entreprise pour laquelle elle travaille, qui répand des théories du complot sur Internet et alimente la paranoïa des internautes. Spidey est contraint de cambrioler une banque pour récupérer des indices sur les actions menées par le Caméléon. | | | | |
| | | | | |
| 39 (840) | (Breaking News Part Two) | Nick Spencer | Iban Coello | Février 2020 |
| Jonah rejoint le site. Il invite Spidey à son premier podcast, mais ils commencent à se chamailler en direct. Un super-criminel déboule dans les locaux et fonce sur Spider-Man. | | | | |
| | | | | |
| 40 (841) | (Breaking News Part Three) | Nick Spencer | Iban Coello et Zé Carlos | Février 2020 |
| Norah débarque chez Peter et lui propose de travailler pour le site d'information que Jonah a rejoint : il serait chargé de raconter l'histoire de Spider-Man, que ce dernier lui aurait confié. Norah travaille en réalité pour le Caméléon, qui l'appelle depuis sa cellule de prison. | | | | |
| | | | | |
| 41 (842) | (True Companions Part One) | Nick Spencer | Ryan Ottley | Mars 2020 |
| Le Caïd a dépêché des archéologues pour retrouver toutes les parties d'une tablette égyptienne qui donne à celui qui la possède des pouvoirs illimités ; Spidey l'avait déjà protégée du Caïd lorsqu'il était à l'université. Il part à la recherche des morceaux de la tablette avec Boomerang. Ils se font attaquer par des monstres des égouts. | | | | |
| | | | | |
| 42 (843) | (True Companions Part Two) | Nick Spencer | Ryan Ottley | Mars 2020 |
| Le monstre Gog narre son origine et comment il a pris possession d'un bout de la tablette égyptienne. | | | | |
| | | | | |
| 43 (844) | (True Companions Part Three) | Nick Spencer | Ryan Ottley | Mai 2020 |
| Boomerang et Spidey se battent contre Gog. Ils réussissent à lui faire reprendre sa taille normale et à lui faire retrouver conscience. Peter l'adopte comme animal de compagnie dans sa colocation. | | | | |
| | | | | |
| 44 (845) | (Beware the Rising) | Nick Spencer | Kim Jacinto et Bruno Oliveira | Juillet 2020 |
| Peter fait un cauchemar. Kindred entre dans son esprit pour lui faire penser à sa mort, à celle de Mary Jane, de Silk, de Miles et de Gwen. | | | | |
| | | | | |
| 45 (846) | (Sins Rising Part One) | Nick Spencer | Mark Bagley | Juillet 2020 |
| MJ ne vient pas à un rendez-vous romantique auquel Peter l'avait invitée. Il sauve deux enfants d'une voiture conduite par Overdrive. Ce dernier essaie d'échapper à Sin-Eater, qui veut le tuer. Spidey se remémore Sin-Eater et comment il avait failli le tuer lorsqu'il avait abattu Jean DeWolff. Il réussit à s'enfuir. | | | | |
| | | | | |
| 46 (847) | (Sins Rising Part Two) | Nick Spencer | Marcelo Ferreira | Août 2020 |
| Wilson Fisk sort Norman Osborn de sa cellule et le nomme conseiller spécial à Ravencroft, afin qu'il réorganise l'asile pour que le chaos n'y règne plus en permanence. Pendant ce temps, Sin-Eater est acclamé comme un héros par une partie de la ville, car il expie les super-criminels de leurs pêchés. | | | | |
| | | | | |
| 47 (848) | (Sins Rising Part Three) | Nick Spencer | Marcelo Ferreira | Août 2020 |
| Le Sin-Eater utilise Norah Winters pour diffuser un message à tous les new-yorkais. Il leur propose de le rejoindre pour former une armée qui combattra les pêchés. Un soulèvement a lieu à Ravencroft, organisé par le Sin-Eater, qui veut expier les pêchés d'Osborn. | | | | |
| | | | | |
| 48 (849) | (Sins Rising Part Four) | Nick Spencer | Mark Bagley | Septembre 2020 |
| Peter et Miles discutent sur les toits de New York : doivent-ils laisser le Sin-Eater expier les pêchés de Norman Osborn ? Cela aurait l'avantage de le rendre pour toujours inoffensif ; Peter repense à la mort de Gwen du haut du pont. Arrive à ce moment-là la Gwen Stacy de l'univers 65, sous son costume de Ghost Spider. Peter lui dit qu'il aimerait savoir ce que sa Gwen Stacy à lui aurait voulu qu'il fasse, et pose la question à cette Gwen-là. Il décide de sauver Osborn. | | | | |
| | | | | |
| 49 (850) | | | | Octobre 2020 |
| | (The Return of the Green Goblin)                                                                                                  | Nick Spencer | Ryan Ottley, Humberto Ramos et Mark Bagley                                                                                        | |
| Pour battre l'armée du Sin-Eater, Norman s'injecte à nouveau la formule du Bouffon vert et reprend son costume. Ils décident de s'allier momentanément pour repousser l'armée qui les poursuit à travers les couloirs de Ravencroft. Ils se battent contre le Sin-Eater, qui a absorbé les pouvoirs du Juggernaut et le battent. Norman s'apprête à tuer Peter quand Ghost Spider, Spider-Woman et Silk viennent le sauver. Spidey décide de ramener Norman à la surface avec eux, mais celui-ci le provoque au sujet de la mort de Gwen. Peter décide de jeter Norman par-dessus bord. | | | | |
| | (All You Need Is...?) | Kurt Busiek | Chris Bachalo | |
| Analepse : Peter, en première année à la fac, est emmené par JJJ à une exposition au musée de la ville, et doit se battre contre des criminels. | | | | |
| | | | | |
| 50 (851) | (Last Remains Part One) | Nick Spencer | Patrick Gleason | Octobre 2020 |
| Une nuit d'orage, Kindred se rend dans un cimetière. Il fait sortir de terre la pierre tombale de George Stacy. Dans un manoir, il dresse la table et y assoit le cadavre des Stacy. Pendant ce temps, Peter se rend chez Docteur Strange pour obtenir conseil. Norman Osborn voit ses pêchés être lavés par le Sin-Eater, qui est ensuite tué par Kindred. Il révèle au docteur Kafka que Kindred est son fils. | | | | |
| 50 (LR) | (Fallen Order) | Nick Spencer et Matthew Rosenberg                                                                                                 | Federico Vicentini | Octobre 2020 |
| Norman est emmené à Ravencroft, où il participe à des séances de thérapie avec le docteur Kafka. Il lui explique que Kindred est son fils, Harry, et qu'il sait ce qu'il va faire ensuite. Pendant ce temps, Spidey se bat contre Silk, Ghost Spider et Miles, dont Kindred a pris possession. | | | | |
| | | | | |
| 51 (852) | (Last Remains Part Two) | Nick Spencer | Patrick Gleason | Octobre 2020 |
| Docteur Strange permet de projeter Spider-Man dans une dimension fantasmagorique. Il récupère un artefact important et est transporté par Kindred dans son manoir, où il découvre la table que ce dernier a dressée avec toutes les personnes que Peter n'a pas pu sauver. | | | | |
| 51 (LR) | (Fallen Order Part Two) | Nick Spencer et Matthew Rosenberg                                                                                                 | Federico Vicentini | Novembre 2020 |
| Les Araignées continuent de semer la terreur dans New York depuis que Kindred a pris le contrôle de leur âme. Mary Jane retourne à New York avec son chauffeur, mais celui-ci est tué lorsqu'un camion s'écrase sur leur voiture. Norman Osborn vient sauver Mary Jane. Morlun est de retour parmi les vivants. | | | | |
| | | | | |
| 52 (853) | (Last Remains Part Three) | Nick Spencer | Patrick Gleason | Novembre 2020 |
| Spidey attaque Kindred. Ce dernier le téléporte près du pont où Gwen Stacy est morte ; il voit Ghost Spider jeter Miles du pont. Peter passe un accord avec Kindred pour donner sa vie en échange de celle des autres. | | | | |
| 52 (LR) | (Fallen Order Part Three) | Nick Spencer et Matthew Rosenberg                                                                                                 | Federico Vicentini | Novembre 2020 |
| Docteur Strange aide les Araignées à réparer les dommages. Le docteur Kafka convainc Mary Jane que Norman a expié ses pêchés. Il lui dit que Kindred est en réalité Harry Osborn. | | | | |
| | | | | |
| 53 (854) | (Last Remains Part Four) | Nick Spencer | Mark Bagley | Novembre 2020 |
| Kindred repense à une fête organisée en l'honneur de Flash lorsque Peter était au lycée. Il réveille Peter et retire son masque. Il s'agit de Harry Osborn. | | | | |
| 53 (LR) | (Fallen Order Part Four) | Nick Spencer et Matthew Rosenberg                                                                                                 | Federico Vicentini et Takeshi Miyazawa                                                                                            | Décembre 2020 |
| Docteur Strange téléporte les Araignées dans un cauchemar de Peter pour retrouver sa trace. La Chatte noire reste au sanctuaire de Strange pour protéger un artefact important. | | | | |
| | | | | |
| 54 (855) | (Last Remains Part Five) | Nick Spencer | Mark Bagley | Décembre 2020 |
| Spider-Man et Kindred se battent à nouveau, mais l'Araignée se fait facilement battre. Harry lui montre des souvenirs de la fac, lorsque Gwen et Flash étaient en vie. Il lui montre ensuite le présent : Mary Jane, Ghost Spider, Miles, Spider-Woman et Silk se rendent dans un cimetière, et vont bientôt être tués par le Sin-Eater. | | | | |
| 54 (LR) | (Fallen Order Part Five) | Nick Spencer et Matthew Rosenberg                                                                                                 | Federico Vicentini et Takeshi Miyazawa                                                                                            | Décembre 2020 |
| Kindred fait regarder à Peter ses amis en train de se faire battre un par un par le Sin-Eater dans le cimetière. Il tire sur Madame Web et absorbe ses pêchés, mais obtient par ce biais ses pouvoirs. Voyant les pêchés qu'il a lui-même commis, il se donne la mort. Le Caïd arrive à l'entrée du cimetière où il parle avec Norman Osborn. | | | | |
| | | | | |
| 55 (856) | (Last Remains Part Six) | Nick Spencer | Patrick Gleason | Décembre 2020 |
| Mary Jane entre dans le manoir. Harry a enchaîné aux chaises les proches de Peter. Ils parlent à table, et Harry rappelle à l'Araignée l'enchaînement qui a mené à la mort de Gwen. Mary Jane se propose pour mourir à la place de Peter, mais Norman Osborn, en Bouffon vert, arrive à ce moment-là et jette une grande sur MJ, qui s'effondre. Kindred et le Bouffon se battent. | | | | |
| | | | | |
| 56 (857) | (Last Remains: Post-Mortem Part 1)                                                                                                | Nick Spencer | Mark Bagley | Janvier 2021 |
| Norman a enfermé son fils à Ravencroft. Lorsque le Caïd a le dos tourné, il lui explique que tout ce qu'il s'est passé au cimetière était un plan monté avec Mary Jane pour l'arrêter. Au FEAST, May trouve Martin Li, les vêtements arrachés. | | | | |
| | | | | |
| 57 (858) | (Last Remains: Post-Mortem Part 2)                                                                                                | Nick Spencer | Mark Bagley | Janvier 2021 |
| Spider-Man rend visite à Norman Osborn. Il lui annonce que s'il libère Kindred de Ravencroft, il viendra personnellement le tuer. Carlie Cooper, à la morgue, se rend compte que quelque chose cloche, et que le problème Kindred n'est peut-être pas résolu. | | | | |
| | | | | |
| 58 (859) | (Negative Space Part One) | Nick Spencer | Marcelo Ferreira | Janvier 2021 |
| Peter se rend chez Liz Allan pour lui annoncer la terrible nouvelle. Norman arrive, et dit à Peter que FEAST est en train d'être attaqué par les démons de Martin Li. | | | | |
| | | | | |
| 59 (860) | (Negative Space Part Two) | Nick Spencer | Marcelo Ferreira | Février 2021 |
| Spidey sauve May de Mr. Negative, mais Wilson Fisk arrive et fait arrêter Li. Il l'emmène dans un de ses repères. May se remet de la prise d'otage. Norman noue des liens avec son petit-fils Normie, et invite Liz à aller voir ce qu'Harry est devenu. | | | | |
| | | | | |
| 60 (861) | (No Exit) | Nick Spencer | Mark Bagley | Février 2021 |
| Peter voit le Sin Eater dans ses cauchemars. Mary Jane l'emmène dans un vieux théâtre abandonné où elle a commencé sa carrière dans ASM #96, et lui explique qu'elle y a passé du temps après la mort de Gwen pour y faire son deuil. Elle incite Peter à faire de même. Alors qu'il parle seul dans le théâtre, Mystério surprend la conversation. Pendant ce temps, le Docteur Strange va voir Méphisto pour lui poser une question au sujet de Peter. | | | | |
| | | | | |
| 61 (862) | (Let's Try Something New) | Nick Spencer | Patrick Gleason | Mars 2021 |
| La pègre new-yorkaise se réunit sous l'égide du Caïd pour discuter de leur nouvelle cible : Boomerang. Spider-Man et ce dernier sont à la recherche de morceaux d'une tablette magique égyptienne que le roi du crime souhaite récupérer. Peter accepte un travail de photographe pour la startup où travaille Jameson. L'entreprise a créé un costume pour l'Araignée qui retransmet en direct tout ce qu'il voit. | | | | |
| | | | | |
| 62 (863) | (Wag the Dog) | Nick Spencer | Patrick Gleason | Mars 2021 |
| Un tireur d'élite fait exploser le collier de Gog, la créature qui vit chez Peter et Boomerang, afin de libérer son énergie. Spider-Man et Boomerang réussissent à le contrôler et à le ramener à sa taille normale. Joe Robertson et Tombstone mènent chacun une enquête et découvrent que leur enfant respectif sort ensemble. | | | | |
| | | | | |
| 63 (864) | (King's Ransom - Part One) | Nick Spencer | Federico Vicentini | Avril 2021 |
| Tombstone et Robertson essaient de convaincre leur progéniture d'arrêter de fréquenter l'enfant de l'autre. Pendant ce temps, des hommes de main du Caïd se rendent à la colocation de Peter et Boomerang pour arrêter ce dernier. Ils font exploser l'appartement. | | | | |
| | | | | |
| 64 (865) | (King's Ransom - Part Two) | Nick Spencer | Federico Vicentini | Avril 2021 |
| A la demande de Fisk, Baron Mordo se rend au Raft et expérimente avec Sin Eater, qui est emprisonné dans une cellule spéciale sous haute surveillance. Il brise ainsi la promesse qu'il avait faite à Norman, qui veut protéger son fils. Fred Myers, alias Boomerang, laisse une note à Peter pour lui dire qu'il pense avoir trouvé l'emplacement du dernier fragment de la tablette égyptienne, mais qu'il doit aller la trouver seul. Pendant ce temps, dans un cimetière non loin de New York, le docteur Octopus, qui a retrouvé son corps, ouvre un tombeau. Il n'y trouve pas ce qu'il cherche. Un mille-pattes tel que ceux commandés par le Sin Eater entre dans son oreille et prend possession de son corps. | | | | |
| | | | | |
| 65 (866) | (King's Ransom - Part Three) | Nick Spencer | Federico Vicentini et Federico Sabbatini                                                                                          | Mai 2021 |
| Norman menace le Caïd de réactiver les réseaux du Bouffon Vert s'il n'ordonne pas à Baron Mordo de lâcher Harry, ce qu'il fait. Tombstone et Robertson enquêtent ensemble aux docks. Spider-Man essaie de retrouver Boomerang en utilisant les capacités olfactives de Gog. Un sniper du Caïd s'apprête à tuer Boomerang, mais il tombe sur Wolverine, Luke Cage et Spider-Woman. | | | | |
| | | | | |
| Giant-Size Amazing Spider-Man | (King's Ransom - Conclusion) | Nick Spencer | Rogê Antonio, Carlos Gomez, José Carlos Silva                                                                                     | Mai 2021 |
| Spider-Man sauve Boomerang alors qu'il est attaqué par le Shocker. Il décide de retirer son costume de retransmission en direct qui permettait à Jameson de diffuser sur son nouveau site Internet, TNM, ses combats. Le Caïd obtient tous les fragments de la tablette mais, après une rencontre avec Kindred, renonce à ressusciter sa femme Vanessa. Il fait revenir son fils, la Rose, d'entre les morts. Boomerang déménage, laissant Peter seul dans sa colocation. | | | | |
| Remarque | Cet épisode conclut l'arc King's Ransom.                                                                                          | Cet épisode conclut l'arc King's Ransom.                                                                                          | Cet épisode conclut l'arc King's Ransom.                                                                                          | Cet épisode conclut l'arc King's Ransom.                                                                                          |
| | | | | |
| 66 (867) | (Tangled Web) | Nick Spencer | Mark Bagley | Mai 2021 |
| Spider-Man apprend que la Rose est en vie. Ce dernier fait la paix avec son père, le Caïd. Robertson et Tombstone décident de faire la paix afin que leurs enfants puissent se côtoyer. Grâce à Baron Mordo, que le Caïd a payé, Kindred réussit à s'échapper et bat Norman Osborn. Parce que Boomerang s'est enfui, Peter se retrouve seul, sans colocataires. Il retrouve Betty Brant, qui revient d'Europe, et qui est enceinte. Carlie Cooper se réveille dans une cellule de prison avec Harry Osborn. | | | | |
| | | | | |
| 67 (868) | (Chameleon Conspiracy Part 1) | Nick Spencer | Marcelo Ferreira et Carlos Gómez                                                                                                  | Juin 2021 |
| Teresa Parker se rend dans une prison de Symkaria pour obtenir des informations du Caméléon sur ses parents. Il lui fait rencontrer le Finisher, qui a tué Richard et Mary Parker. A New York, Betty dit à Peter que l'enfant dont elle est enceinte est de Ned Leeds, mais ce dernier est mort depuis des années ; il s'agit d'un clone de lui que Peter avait laissé pour mort dans ASM #816. Jamie, le partenaire de Peter à ESU, subit du chantage de Chance au sujet de la machine qu'il est en train de mettre au point avec Peter, le Clairvoyant, qui permet de prédire l'avenir. | | | | |
| | | | | |
| 68 (869) | (Chameleon Conspiracy Part 2) | Nick Spencer et Ed Brisson | Marcelo Ferreira, Carlos Gómez et Zé Carlos                                                                                       | Juin 2021 |
| Le Chaméléon organise une rencontre entre Teresa et le Finisher. Ned Leeds explique à Peter comment il a survécu. Betty et lui mènent une enquête sur le Clairvoyant. | | | | |
| | | | | |
| 69 (870) | (Chameleon Conspiracy Part 3) | Nick Spencer et Ed Brisson | Marcelo Ferreira, Carlos Gómez et Zé Carlos                                                                                       | Juin 2021 |
| Le Finisher explique à Teresa qu'il a été sauvé de la mort après avoir été violemment battu par Spider-Man (Annual #5). Spidey demande de l'aide à Ned Leeds pour lutter contre l'invasion des sbires de Jack-o'-Lantern dans New York. Octavius recrée Electro. | | | | |
| Remarque | Cette histoire se poursuit dans Giant Size Amazing Spider-Man: Chameleon Conspiracy #1.                                           | Cette histoire se poursuit dans Giant Size Amazing Spider-Man: Chameleon Conspiracy #1.                                           | Cette histoire se poursuit dans Giant Size Amazing Spider-Man: Chameleon Conspiracy #1.                                           | Cette histoire se poursuit dans Giant Size Amazing Spider-Man: Chameleon Conspiracy #1.                                           |
| | | | | |
| Giant-Size Amazing Spider-Man: Chameleon Conspiracy | (Chameleon Conspiracy Conclusion)                                                                                                 | Nick Spencer et Ed Brisson | Mark Bagley, John Dell et Brian Reber                                                                                             | Juin 2021 |
| Spider-Man est aidé par Ned Leeds pour se rendre dans un QG secret du Caméléon. Ce dernier torture mentalement Teresa Parker en soulevant la possibilité qu'elle ne soit pas véritablement la fille de Richard et Mary Parker. Elle découvre qu'elle a été créée par le Caméléon. Kindred rend visite au Caméléon et lui demande une nouvelle dose d'un mystérieux sérum. | | | | |
| Remarque | Ce numéro spécial, qui ne fait pas partie de la numérotation de Amazing Spider-Man, conclut l'arc de la Conspiration du Caméléon. | Ce numéro spécial, qui ne fait pas partie de la numérotation de Amazing Spider-Man, conclut l'arc de la Conspiration du Caméléon. | Ce numéro spécial, qui ne fait pas partie de la numérotation de Amazing Spider-Man, conclut l'arc de la Conspiration du Caméléon. | Ce numéro spécial, qui ne fait pas partie de la numérotation de Amazing Spider-Man, conclut l'arc de la Conspiration du Caméléon. |
| | | | | |
| 70 (871) | (Prelude to Sinister War) | Nick Spencer | Federico Vicentini | Juillet 2021 |
| Peter se rend à l'université mais découvre que Curtis Connors a été attaqué par les Sinister Six. À cause d'une invention, sa personnalité du Lézard a été dissociée de son corps humain. Mary Jane enquête sur la disparition de Carlie. Cette dernière est dans une cellule de prison avec Harry Osborn, qui dit avoir été attaqué par Kindred. | | | | |
| Remarque | | | | |
| | | | | |
| Sinister War #1 | (Sinister War) | Nick Spencer | Mark Bagley | Juillet 2021 |
| Docteur Strange rend visite au démon Méphisto. Peter accompagne Mary Jane à l'avant-première de son nouveau film. Les Sinister Six arrivent à l'évènement et Peter doit se battre contre la Tarentule. | | | | |
| Remarque | Ce numéro spécial, qui ne fait pas partie de la numérotation de Amazing Spider-Man, commence l'arc de la Guerre Sinistre.         | Ce numéro spécial, qui ne fait pas partie de la numérotation de Amazing Spider-Man, commence l'arc de la Guerre Sinistre.         | Ce numéro spécial, qui ne fait pas partie de la numérotation de Amazing Spider-Man, commence l'arc de la Guerre Sinistre.         | Ce numéro spécial, qui ne fait pas partie de la numérotation de Amazing Spider-Man, commence l'arc de la Guerre Sinistre.         |
| | | | | |
| 71 (872) | (Sinister War: Part 1) | Nick Spencer | Federico Vicentini et Federico Sabbatini                                                                                          | Juillet 2021 |
| Mystério transporte Mary Jane dans un studio. Il lui explique qu'il s'est fait passer, il y a des années, pour son psychologue lorsqu'elle se faisait traiter après la mort de Gwen. Kindred capture MJ. | | | | |
| | | | | |
| Sinister War #2 | (Sinister War: Part 2) | Nick Spencer et Ed Brisson | Mark Bagley, Diogenes Neves, Carlos Gómez et Zé Carlos                                                                            | Août 2021 |
| Spider-Man se bat contre des super-criminels réunis par Kindred. | | | | |
| Remarque | | | | |
| | | | | |
| Sinister War #3 | (Sinister War: Part 3) | Nick Spencer et Ed Brisson | Mark Bagley, Carlos Gómez et Zé Carlos                                                                                            | Août 2021 |
| Spider-Man mal en point, il se réfugie dans un cimetière. La Chatte noire arrive pour l'aider avec Wolverine et la Torche. Kindred ressuscite le Sin-Eater. | | | | |
| Remarque | | | | |
| | | | | |
| 72 (873) | (Sinister War: Part 2) | Nick Spencer | Federico Vicentini, Marcelo Ferreira, Carlos Gómez et Zé Carlos                                                                   | Août 2021 |
| Kindred explique à Mary Jane qu'il y a quelques années, humilié par Mendel Stromm, Norman Osborn avait été approché par Méphisto et avait accepté d'échanger l'âme de son fils Harry pour changer son existence, devenant lui-même un démon, le Bouffon vert. | | | | |
| Remarque | | | | |
| | | | | |
| Sinister War #4 | (Sinister War: Conclusion) | Nick Spencer et Ed Brisson | Mark Bagley, Diogenes Neves, Marcelo Ferreira                                                                                     | Septembre 2021 |
| Spider-Man est sauvé par le docteur Octopus, qui a réussi à se défaire des chaînes qui le liaient à Kindred. Strange joue au casino Inferno avec Méphisto, qui lui dit que Spider-Man va prochainement perdre quelqu'un. | | | | |
| Remarque | | | | |
| | | | | |
| 73 (874) | (Sins of Our Fathers) | Nick Spencer | Marcelo Ferreira, Carlos Gómez et Zé Carlos                                                                                       | Septembre 2021 |
| Kindred réunit Peter et Mary Jane et révèle comment il a pactisé avec Méphisto. Pour tourmenter son père, il a fait croire, avec l'aide de Mystério et de Méphisto, que Gwen avait trompé Peter avec Norman Osborn, ce qui était faux. Il a créé lui-même Sarah et Gabriel Stacy. | | | | |
| Remarque | | | | |
| | | | | |
| 74 (875) | (What Cost Victory?) | Nick Spencer | Patrick Gleason, Marcelo Ferreira et Mark Bagley                                                                                  | Septembre 2021 |
| Mephisto explique à Docteur Strange qu'il a accepté, il y a des années, de transformer Norman Osborn en le Bouffon vert afin qu'il tue Peter Parker. Seule sa fille, Mayday Parker, pourrait en effet le vaincre. Peter bat les deux Kindred, qui sont en fait Sarah et Gabriel Stacy, dont le corps est en décomposition. | | | | |
| Remarque | Cette histoire achève l'arc de Kindred.                                                                                           | Cette histoire achève l'arc de Kindred.                                                                                           | Cette histoire achève l'arc de Kindred.                                                                                           | Cette histoire achève l'arc de Kindred.                                                                                           |

### Beyond(#876 - #894)
| |                                                                               |                                                                               |                                                                               |                                                                               |
| 75 (876) | (Beyond Chapter 1)                                                            | Zeb Wells                                                                     | Patrick Gleason                                                               | Octobre 2021                                                                  |
| Ben Reilly rend visite à Peter et lui annonce qu'il a été embauché par la Beyond Corporation, une multinationale spécialisée en ingénierie et en chimie, qui a racheté les droits d'exploitation de la marque Spider-Man. Ils devront donc partager le costume à partir de maintenant. Peter n'approuve pas, mais est obligé de se battre aux côtés de Ben lorsqu'une équipe de super-criminels, les U-Foes, attaquent Empire State University. Peter est gravement blessé. |                                                                               |                                                                               |                                                                               |                                                                               |
| |                                                                               |                                                                               |                                                                               |                                                                               |
| 76 (877) | (Beyond Chapter 2)                                                            | Zeb Wells                                                                     | Patrick Gleason                                                               | Octobre 2021                                                                  |
| Peter est emmené à l'hôpital, où May et Mary Jane le rejoignent. Il donne son autorisation à Ben Reilley pour qu'il devienne Spider-Man à son tour. Il tombe dans un coma profond. |                                                                               |                                                                               |                                                                               |                                                                               |
| |                                                                               |                                                                               |                                                                               |                                                                               |
| 77 (878) | (Beyond Chapter 3)                                                            | Kelly Thompson                                                                | Sara Pichelli                                                                 | Octobre 2021                                                                  |
| Ben Reilly suit une batterie de tests et d'entraînements à la Beyond Corporation. La PDG lui reproche d'avoir coupé la communication entre lui et l'équipe qui le supervise ; elle ne sait pas que Ben devait aller voir Peter sans être écouté. Ben suit une séance de thérapie avec une psychologue de Beyond, le docteur Kafka, mais se rend compte qu'il a des trous de mémoire inexpliqués. Ben se bat contre Morbius, qui réussit à le mordre. |                                                                               |                                                                               |                                                                               |                                                                               |
| |                                                                               |                                                                               |                                                                               |                                                                               |
| 78 (879) | (Beyond Chapter 4)                                                            | Kelly Thompson                                                                | Sara Pichelli et Jim Towe                                                     | Novembre 2021                                                                 |
| Le vampire et l'homme araignée continuent leur combat. Ben se demande si Morbius n'a pas voulu boire son sang du fait de ses propriétés spéciales. Ben attire le vampire jusqu'au portail de sécurité de son appartement, situé dans la tour de la Beyond Corporation. Morbius y perd un bras et s'enfuit. Ben est pris en charge par l'équipe médicale. La Chatte noire rend visite à Peter, qui ouvre faiblement les yeux, sortant provisoirement de son coma. Ben et Janine vont au cinéma, et sont observés par le nouveau Kraven. |                                                                               |                                                                               |                                                                               |                                                                               |
| |                                                                               |                                                                               |                                                                               |                                                                               |
| 78.BEY | (Beyond : Daughters of the Dragon)                                            | Jed MacKay                                                                    | Elenora Carlini                                                               | Novembre 2021                                                                 |
| Deux super-héroïnes recrutées par la Beyond Corporation, Misty Knight et Colleen Wings, doivent entraîner le nouveau Spider-Man. Elles assurent son entraînement dans un lieu dédié, qui est une recréation du QG des Vengeurs. Maxine, la PDG de Beyond, leur demande de se rendre dans un lieu reculé pour protéger des innocents d'une menace imminente. |                                                                               |                                                                               |                                                                               |                                                                               |
| |                                                                               |                                                                               |                                                                               |                                                                               |
| 79 (880) | (Beyond Chapter 5)                                                            | Cody Ziglar                                                                   | Michael Dowling                                                               | Novembre 2021                                                                 |
| Ben vit de plus en plus mal son travail à Beyond Corporation. Il désactive le système de traceur et de retransmission pendant quelques minutes pour aller voir Peter, toujours dans le coma à l'hôpital. Après avoir brièvement parlé à Mary Jane, il apprend qu'un braquage de banque a lieu en centre-ville. Il s'y rend, mais alors qu'il l'arrête, le fils de Kraven le Chasseur, qui a repris son identité, le touche avec une fléchette empoisonnée hallucinogène. |                                                                               |                                                                               |                                                                               |                                                                               |
| |                                                                               |                                                                               |                                                                               |                                                                               |
| 80 (881) | (Beyond Chapter 6)                                                            | Cody Ziglar                                                                   | Michael Dowling                                                               | Novembre 2021                                                                 |
| Ben vit une hallucination où il revoit des moments douloureux de sa vie, de la mort de son oncle à celle de Gwen ; il repense au Chacal, et à son premier combat contre Kraven. Il se réveille sur une plateforme off-shore, au milieu de la mer, et se bat contre Kraven. Ce dernier critique son utilisation de nouvelles technologies, qu'il assimile à une perversion. Spider-Man s'en sort, et Kraven s'échappe. A New York, la PDG de Beyond recrute des individus louches pour éliminer le nouveau Spider-Man qui vit à Brooklyn. Miles Morales est en danger. May rend visite à Otto Octavius et lui demande son aide pour soigner Peter.            |                                                                               |                                                                               |                                                                               |                                                                               |
| |                                                                               |                                                                               |                                                                               |                                                                               |
| 80.BEY | (Sans titre)                                                                  | Cody Ziglar                                                                   | Ivan Fiorelli, avec Carlos Gómez et Paco Medina                               | Décembre 2021                                                                 |
| Octavius propose à tante May de l'aider à trouver des informations sur le code génétique de Peter pour qu'il guérisse plus vite. Ils s'infiltrent dans un bâtiment sécurisé, et, voyant qu'Octavius utilise ses pouvoirs de manière irresponsable, May décide de ne plus le suivre. Octavius envoie à l'hôpital de Peter les données nécessaires pour que Peter soit guéri. Le lendemain, il est sorti de son coma. Octavius apprend que Beyond a racheté Parker Industries, qu'il a créé. Il décide de se venger. |                                                                               |                                                                               |                                                                               |                                                                               |
| |                                                                               |                                                                               |                                                                               |                                                                               |
| 81 (882) | (Beyond Chapter 7)                                                            | Saladin Ahmed                                                                 | Carlos Gómez                                                                  | Décembre 2021                                                                 |
| Beyond veut que Ben arrête un monstre étrange, appelé le Rhizome, qui terrorise des habitants vers Brooklyn. Lorsqu'il s'y rend, il tombe sur Miles Morales, qui vient à peine de résoudre son problème de clones. Ben refuse, comme Beyond lui demande, de convaincre Miles d'arrêter d'utiliser l'image de Spider-Man, dont Beyond possède la propriété intellectuelle. La PDG de Beyond, Maxine, menace Ben en lui rappelant qu'il leur doit tout. |                                                                               |                                                                               |                                                                               |                                                                               |
| Remarque | Ce numéro se déroule après les évènements de Miles Morales #25 à #28.         | Ce numéro se déroule après les évènements de Miles Morales #25 à #28.         | Ce numéro se déroule après les évènements de Miles Morales #25 à #28.         | Ce numéro se déroule après les évènements de Miles Morales #25 à #28.         |
| |                                                                               |                                                                               |                                                                               |                                                                               |
| 82 (883) | (Beyond Chapter 8)                                                            | Saladin Ahmed                                                                 | Jorge Fornes                                                                  | Décembre 2021                                                                 |
| Peter se réveille par intermittence de son coma. Il se rend compte que quelque chose cloche dans l'hôpital. Il est emmené par un étrange docteur dans les sous-sols, où il est sauvé in extremis par Mary Jane. Pendant ce temps, Misty Knight et Colleen Wing sont attaquées par le Lézard. |                                                                               |                                                                               |                                                                               |                                                                               |
| |                                                                               |                                                                               |                                                                               |                                                                               |
| 83 (884) | (Beyond Chapter 9)                                                            | Patrick Gleason                                                               | Patrick Gleason                                                               | Décembre 2021                                                                 |
| La condition médicale de Peter s'améliore, mais il reste fragile. Il commence à délirer et repense à son oncle Ben. Un souvenir de son enfance lui donne la force d'émerger de son coma. |                                                                               |                                                                               |                                                                               |                                                                               |
| |                                                                               |                                                                               |                                                                               |                                                                               |
| 84 (885) | (Beyond Chapter 10)                                                           | Cody Ziglar                                                                   | Paco Medina                                                                   | Janvier 2022                                                                  |
| Le docteur Octopus est de retour, et prend en otage les employés d'un centre informatique de Beyond dans le centre ville. Ben Reilly doit écourter sa soirée amoureuse pour intervenir. Il réussit à désactiver les tentacules de son adversaire, qui le met toutefois K.O. Octopus se rend au quartier général de Beyond. |                                                                               |                                                                               |                                                                               |                                                                               |
| |                                                                               |                                                                               |                                                                               |                                                                               |
| 85 (886) | (Beyond Chapter 11)                                                           | Cody Ziglar                                                                   | Paco Medina                                                                   | Janvier 2022                                                                  |
| Otto Octavius accède au bureau de Maxine Danger, mais Ben Reilly intervient à temps. Il bat Octavius à plate couture, mais ce dernier lui révèle que Beyond l'a recruté non pas pour sa force et sa détermination, mais parce qu'il est facilement manipulable. Il donne à Reilly une copie du profil psychologique réalisé par les psychologues de Beyond à son sujet. Reilly se sent trahi par Beyond, et laisse Octavius s'échapper. |                                                                               |                                                                               |                                                                               |                                                                               |
| |                                                                               |                                                                               |                                                                               |                                                                               |
| 86 (887) | (Beyond Chapter 12)                                                           | Zeb Wells                                                                     | Michael Dowling                                                               | Janvier 2022                                                                  |
| Ayant commis une erreur majeure lors de sa dernière intervention, Ben est contraint de consulter une psychologue de Beyond pour s'expliquer. Alors qu'il croit sa conversation avec la psychologue secrète, il révèle qu'il n'a plus confiance en Beyond, et qu'Octavius lui a montré que la firme l'utilisait. Maxine Danger arrive alors et met Ben Reilly dans un coma artificiel. Son équipe l'emmène dans un laboratoire secret pour modifier ses souvenirs, mais remonte par erreur trop loin dans le sens, à ses années de lycée. Ben repense à la morsure de l'araignée et à la mort de Gwen, et essaie de combattre l'effacement de mémoire.        |                                                                               |                                                                               |                                                                               |                                                                               |
| |                                                                               |                                                                               |                                                                               |                                                                               |
| 87 (888) | (Beyond Chapter 13)                                                           | Jed McKay                                                                     | Carlos Gómez                                                                  | Janvier 2022                                                                  |
| Peter retrouve sa santé. La Chatte noire et Captain America décident de le ré-entraîner pour qu'il retrouve l'étendue de ses capacités. Pendant ce temps, Ben Reilly, au QG de Beyond, subit une batterie de tests qui visent à vérifier qu'il a bien perdu la mémoire à la suite de son opération d'effacement de mémoire. |                                                                               |                                                                               |                                                                               |                                                                               |
| Remarque | Cet épisode se déroule après les évènements de Mary Jane & Black Cat: Beyond. | Cet épisode se déroule après les évènements de Mary Jane & Black Cat: Beyond. | Cet épisode se déroule après les évènements de Mary Jane & Black Cat: Beyond. | Cet épisode se déroule après les évènements de Mary Jane & Black Cat: Beyond. |
| |                                                                               |                                                                               |                                                                               |                                                                               |
| 88 (889) | (Beyond Chapter 14)                                                           | Zeb Wells                                                                     | Michael Dowling                                                               | Février 2022                                                                  |
| Maxine Danger met au point avec son équipe à Beyond une créature appelée Queen Goblin, qu'elle laisse s'envoler dans les cieux de Manhattan. Janine se rend chez Mary Jane, qui l'emmène rencontrer Glory Grant au siège du Daily Bugle pour qu'elle l'informe de ce qu'il se passe à Beyond. Queen Goblin se rend au même moment au Bugle pour récupérer un disque dur que Janine détient, et qui contient des informations compromettantes au sujet de Beyond. Ben réussit à protéger Janine et à partir avec elle, mais abandonne Mary Jane sur place, face à Queen Goblin.                                                                               |                                                                               |                                                                               |                                                                               |                                                                               |
| |                                                                               |                                                                               |                                                                               |                                                                               |
| 88.BEY | (Enter: The Slingers)                                                         | Geoffrey Thorne                                                               | Jan Bazaldua et Jim Towe                                                      | Février 2022                                                                  |
| Hobie Brown se rappelle l'invasion Knull. En tant que Hornet, il se bat contre un antagoniste. |                                                                               |                                                                               |                                                                               |                                                                               |
| |                                                                               |                                                                               |                                                                               |                                                                               |
| 89 (890) | (Beyond Chapter 15)                                                           | Patrick Gleason                                                               | Mark Bagley                                                                   | Février 2022                                                                  |
| Peter continue d'être entraîné par la Chatte noire et Captain America, mais doit rester à l'hôpital durant la journée. Il apprend que Queen Goblin a attaqué le Bugle, mais la Chatte lui défend de s'y rendre. Elle décide de régler le problème elle-même, mais se fait hypnotiser par Queen Goblin, qui la jette du haut de l'immeuble. Elle est sauvée juste à temps par Peter, qui renfile le costume de l'Araignée et décide d'en finir. |                                                                               |                                                                               |                                                                               |                                                                               |
| |                                                                               |                                                                               |                                                                               |                                                                               |
| 90 (891) | (Beyond Chapter 16)                                                           | Patrick Gleason                                                               | Mark Bagley                                                                   | Février 2022                                                                  |
| Spider-Man rattrape Queen Goblin, mais elle réussit à l'hypnotiser à son tour. Peter est contraint de repenser à tous ses échecs, à ce qui est arrivé à Flash, à son oncle Ben, et, enfin, à Gwen. Peter brise le sort et se rend à Staten Island pour retrouver Ben Reilly et préparer leur contre-attaque. |                                                                               |                                                                               |                                                                               |                                                                               |
| |                                                                               |                                                                               |                                                                               |                                                                               |
| 91 (892) | (Beyond Chapter 17)                                                           | Kelly Thompson                                                                | Sara Pichelli                                                                 | Mars 2022                                                                     |
| Les deux Araignées se battent côte à côte contre les sbires de Beyond, mais Ben Reilly a du mal à se concentrer. Janine, refusant de rester les bras croisés, décide de s'activer pour retrouver Ben. Peter et Ben se retrouvent face à une créature mutante créée par Beyond appelée la Créature Z. |                                                                               |                                                                               |                                                                               |                                                                               |
| |                                                                               |                                                                               |                                                                               |                                                                               |
| 92 (893) | (Beyond Chapter 18)                                                           | Kelly Thompson                                                                | Sara Pichelli                                                                 | Mars 2022                                                                     |
| Ben Reilly profite de ce que la Créature Z a été relâchée pour infiltrer Beyond et récupérer ses souvenirs. Janine le retrouve. Pendant ce temps, Misty Knight et Colleen Wing se battent aux côtés de Spider-Man et de Morbius contre la créature. |                                                                               |                                                                               |                                                                               |                                                                               |
| |                                                                               |                                                                               |                                                                               |                                                                               |
| 92.BEY |                                                                               | Saladin Ahmed, Zeb Wells et Cody Ziglar                                       | Luigi Zagaria                                                                 | Mars 2022                                                                     |
| Misty Knight et Colleen Wing se battent contre la Créature Z. Le laboratoire de Beyond est en grande partie détruit. Morbius rend visite au Lézard. |                                                                               |                                                                               |                                                                               |                                                                               |
| |                                                                               |                                                                               |                                                                               |                                                                               |
| 93 (894) | (Beyond Chapter 19: Spider vs. Spider)                                        | Zeb Wells                                                                     | Patrick Gleason                                                               | Mars 2022                                                                     |
| Ben Reilly rencontre Maxine Danger, qui lui révèle qu'elle le manipulait depuis le début. Peter arrive, et Ben lui demande de mettre un casque de Beyond autour de son crâne pour lui transférer ses souvenirs. Peter refuse, et Ben se jette sur lui, fou de rage de devoir éternellement rester un être incomplet. Peter le bat, et Ben, tombant de la plateforme où il se trouvait, se retrouve englouti dans un liquide toxique relâché par Maxine Danger. Une semaine plus tard, Peter se repose chez Mary Jane, qui lui propose d'emménager avec elle. Quelque part dans un endroit inconnu, Ben Reilly, en vie, assume une nouvelle identité : Chasm. |                                                                               |                                                                               |                                                                               |                                                                               |
| Remarque | Cet épisode clôt l'arc narratif Beyond.                                       | Cet épisode clôt l'arc narratif Beyond.                                       | Cet épisode clôt l'arc narratif Beyond.                                       | Cet épisode clôt l'arc narratif Beyond.                                       |
| |                                                                               |                                                                               |                                                                               |                                                                               |

- Cet article est partiellement ou en totalité issu de l'article intitulé « Liste des épisodes de Spider-Man » (voir la liste des auteurs).